# Ljussjögölen
Ljussjögölen är en sjö i Finspångs kommun i Östergötland och ingår i Motala ströms huvudavrinningsområde. Sjön är 4,6 meter djup, har en yta på 0,028 kvadratkilometer och befinner sig 77,7 meter över havet.